# Chrášťany, Kolín
Chrášťany là một làng thuộc huyện Kolín, vùng Středočeský, Cộng hòa Séc.